# Fuente de Oro (kommun)
Fuente de Oro är en kommun i Colombia.   Den ligger i departementet Meta, i den centrala delen av landet, 150 km söder om huvudstaden Bogotá. Antalet invånare är 11 072.